# کاهاچی، شهرستان تالادگا، آلاباما
کاهاچی (به انگلیسی: Kahatchie) یک منطقهٔ مسکونی در ایالات متحده آمریکا است که در شهرستان تالادیگا، آلاباما واقع شده‌است. کاهاچی ۱۵۰٫۸۸ متر بالاتر از سطح دریا قرار دارد.